# Altach
Altach è un comune austriaco di 6 515 abitanti nel distretto di Feldkirch, nel Vorarlberg. Dal suo territorio nel 1801 fu scorporata la località di Götzis, divenuta comune autonomo.

## Sport
Il club calcistico cittadino principale è il Rheindorf Altach, che milita nella Bundesliga austriaca.